# Projekt 877 Paltus
Projekt 877 Paltus (ryska: Палтус, ”hälleflundra”) eller Kilo-klass är en sovjetisk attackubåt som har diesel- och batteridrift. Utvecklingen av Kilo-klassen påbörjades under 1970-talet och 1982 kom den första ubåten i tjänst hos den sovjetiska flottan. Under 1990-talet utvecklades även en modifierad version av Kilo-klassen fram, denna har namnet Projekt 636 Varsjavjanka. Projekt 636-versionen kan avfyra sjömåls- och kryssningsrobotar av typen Kalibr.
Ubåten anses vara en av de mest tystgående inom den dieseldrivna ubåtsklassen och ett större antal har exporterats till andra länder. Största användarna idag är Ryssland med 16 stycken i tjänst, Kina med 12 stycken i tjänst, Indien med 10 stycken i tjänst och Vietnam med sex ubåtar i tjänst. Även Iran, Algeriet, Polen och Rumänien har enstaka eller ett fåtal ubåtar.
En ubåt, B-871 Alrosa, har ett vattenjetaggregat i stället för propeller.